# Argyrospila olivacea
Argyrospila olivacea är en fjärilsart som beskrevs av Bang-haas 1910. Argyrospila olivacea ingår i släktet Argyrospila och familjen nattflyn. Inga underarter finns listade i Catalogue of Life.